# João de Deus Mena Barreto, visconde de São Gabriel
João de Deus Mena Barreto, primeiro barão  e visconde de São Gabriel, (Rio Pardo, 2 de julho de 1769 — Rio Pardo, 27 de agosto de 1849), foi um militar e político português e brasileiro.

## Vida
Filho do coronel Francisco Barreto Pereira Pinto e Francisca Veloso da Silveira, foi casado com Rita Bernarda Cortes de Figueiredo Mena e depois com Maria Joaquina de Almeida, era pai de João Propício Mena Barreto, o barão de São Gabriel e de João Manuel Mena Barreto.
Assentou praça no regimento dos dragões, em Rio Pardo, tomando parte da campanha de 1801 quando, devido a atos de heroísmo, foi promovido a sargento-mor. Participou da campanha de 1811 como tenente-coronel, guarnecendo o território das missões, comandando, entre outros, o marechal de campo José de Abreu, futuro barão de Cerro Largo.
Em 1816, na Guerra contra Artigas (1816-1820), derrotou inicialmente a tropa do próprio José Artigas. Depois ataca o caudilho José Antonio Berdún que mantinha domínio sobre Quaraí, Ibirocaí e Inhaduí. Mena Barreto, após o ataque, vendo que o inimigo estava em posição vantajosa no terreno, ordenou que sua tropa fingisse uma retirada, o inimigo saiu em perseguição, até uma planície mais ampla, onde Mena Barreto pode utilizar toda sua cavalaria, vencendo a batalha de Carumbé (1819). A tropa portuguesa, com 480 homens, derrotou 800 inimigos, dos 238 foram mortos, enquanto os portugueses tiveram somente 2 mortos e 22 feridos, entre eles o próprio Mena Barreto. Recuperado, coordena a ala esquerda das forças lusas, chefiadas pelo marquês do Alegrete, na batalha de Catalão, a 4 de fevereiro de 1817, saindo novamente vitorioso. Em 1818 é atacado por 1030 homens comandados por Aranda, no arroio Gabiju, derrotando-os, deixando 130 mortos, 270 prisioneiros e 600 cavalos; deixando somente um soldado de Mena Barreto morto. No mesmo ano é promovido a marechal.
Foi presidente da província de São Pedro do Rio Grande do Sul, de 29 de agosto de 1822 a 29 de novembro de 1823, como integrante da junta governativa gaúcha de 1822-1824.
Na Guerra da Cisplatina (1825-1828) não recebeu nenhum comando formal, tendo organizado tropas irregulares na fronteira, que derrotaram o inimigo no Passo Sarandi.
Adoentado, em 1832 solicita seu afastamento do exército, que lhe é concedido.
Em 1836, durante a Revolução Farroupilha (1835-1845), participa da retomada de Porto Alegre pelos legalistas. Quando Bento Manuel Ribeiro passou para o lado dos farroupilhas, escreveu a Mena Barreto convidando a seguir seu exemplo, no que o marechal negou-se. Depois da Paz de Ponche Verde retorna a Rio Pardo, onde falece.
É dignitário da Imperial Ordem do Cruzeiro, comendador da Imperial Ordem de Avis e foi agraciado visconde de São Gabriel, em 10 de fevereiro de 1836.
É o patriarca da família Mena Barreto, tendo usado o seu sobrenome e o de sua primeira esposa, não usando o nome Pereira Pinto. Pai de Gaspar Francisco Mena Barreto e José Luís Mena Barreto.